# Jakob Orlov
Jakob Orlov (Skövde, Suecia, 15 de marzo de 1986) es un futbolista sueco. Juega de delantero y su equipo actual es el SK Brann de la Primera División de Noruega.

## Clubes
| Club        | País    | Año           | PJ  | Goles |
| ----------- | ------- | ------------- | --- | ----- |
| Skövde AIK  | Suecia  | 2008 - 2009   | ?   | 30    |
| Gefle IF    | Suecia  | 2010-2013     | 115 | 35    |
| SK Brann    | Noruega | 2014-2015     | 40  | 13    |
| Hammarby IF | Suecia  | 2015          | 11  | 2     |
| SK Brann    | Noruega | 2016-presente | 38  | 9     |